# Pyrgomorpha inaequalipennis
Pyrgomorpha inaequalipennis är en insektsart som beskrevs av Bolívar, I. 1904. Pyrgomorpha inaequalipennis ingår i släktet Pyrgomorpha och familjen Pyrgomorphidae. Inga underarter finns listade i Catalogue of Life.